# Obszary chronione w Azerbejdżanie
Obszary chronione w Azerbejdżanie – obecnie w Azerbejdżanie jest 46 obszarów chronionych, na które składają się: 2 obszary konwencji ramsarskiej, 9 parków narodowych, 11 państwowych rezerwatów przyrody oraz 24 rezerwaty ścisłe. 

## Obszary Ramsar[1]
1. Ağ göl - wpisany w 2001, ma powierzchnię 5 km²
2. Qızılağac - wpisany w 2001, ma powierzchnię 990,6 km²

## Parki narodowe[2]
1. Zangezurski Park Narodowy - utworzony w 2003, ma powierzchnię 427,97 km²
2. Park Narodowy Ağ göl - utworzony w 2003, ma powierzchnię 179,27 km²
3. Szyrwański Park Narodowy - utworzony w 2003, ma powierzchnię 543,74 km²
4. Park Narodowy Hirkan - utworzony w 2004, ma powierzchnię 403,58 km²
5. Park Narodowy Altıağac - utworzony w 2004, ma powierzchnię 110,35 km²
6. Apszeroński Park Narodowy - utworzony w 2005, ma powierzchnię 7,83 km²
7. Park Narodowy Şahdağ - utworzony w 2006, ma powierzchnię 1305,08 km²
8. Park Narodowy Göygöl - utworzony w 2008, ma powierzchnię 127,55 km²
9. Park Narodowy Samur-Yalama - utworzony w 2012, ma powierzchnię 117,72 km²

## Państwowe rezerwaty przyrody[3]
1. Państwowy Rezerwat Przyrody Qızılağac - utworzony w 1929, ma powierzchnię 883,6 km²
2. Państwowy Rezerwat Przyrody Zaqatala - utworzony w 1929, ma powierzchnię 473,49 km²
3. Państwowy Rezerwat Przyrody Türyançay - utworzony w 1958, ma powierzchnię 224,88 km²
4. Państwowy Rezerwat Przyrody Şirvan - utworzony w 1969, ma powierzchnię 62,32 km²
5. Państwowy Rezerwat Przyrody Bəsitçay - utworzony w 1974, ma powierzchnię 1,07 km²
6. Państwowy Rezerwat Przyrody Qarayazı - utworzony w 1978, ma powierzchnię 96,58 km²
7. Państwowy Rezerwat Przyrody İlisu - utworzony w 1987, ma powierzchnię 173,82 km²
8. Państwowy Rezerwat Przyrody Qaragöl - utworzony w 1987, ma powierzchnię 49,82 km²
9. Państwowy Rezerwat Przyrody „Sosna eldarska” - utworzony w 2004, ma powierzchnię 16,86 km²
10. Państwowy Rezerwat Przyrody Wulkanów Błotnych - utworzony w 2007, ma powierzchnię 123,22 km²
11. Państwowy Rezerwat Przyrody Korçay - utworzony w 2008, ma powierzchnię 48,34 km²

## Rezerwaty ścisłe[4]
1. Rezerwat Laçın - utworzony 2 listopada 1961, ma powierzchnię 20000 ha
2. Rezerwat Korçay - utworzony 2 listopada 1961, ma powierzchnię 15000 ha
3. Rezerwat Bəndovan - utworzony 2 listopada 1961, ma powierzchnię 4930 ha
4. Rezerwat Şəki - utworzony 26 lutego 1964, ma powierzchnię 10350 ha
5. Rezerwat Qusar - utworzony 26 lutego 1964, ma powierzchnię 15000 ha
6. Rezerwat Şəmkir - utworzony 26 lutego 1964, ma powierzchnię 10000 ha
7. Rezerwat Gil adası - utworzony 26 lutego 1964, ma powierzchnię 400 ha
8. Rezerwat Qarayazı-Ağstafa - utworzony 26 lutego 1964, ma powierzchnię 10000 ha
9. Rezerwat Bərdə - utworzony 15 maja 1966, ma powierzchnię 7500 ha
10. Rezerwat Zuvand - utworzony 18 lipca 1969, ma powierzchnię 15000 ha
11. Rezerwat Ordubad - utworzony 18 lipca 1969, ma powierzchnię 27869 ha
12. Rezerwat İsmayıllı - utworzony 18 lutego 1969, ma powierzchnię 23438 ha
13. Rezerwat Qubadlı - utworzony 18 lutego 1969, ma powierzchnię 20000 ha
14. Rezerwat Kiçik Qızılağac - utworzony 4 lutego 1978, ma powierzchnię 10700 ha
15. Rezerwat Daşaltı - utworzony 24 listopada 1981, ma powierzchnię 450 ha
16. Rezerwat Qızılca - utworzony 21 listopada 1984, ma powierzchnię 5135 ha
17. Rezerwat Arazboyu - utworzony w 1993, ma powierzchnię 2200 ha
18. Rezerwat Qəbələ - utworzony w 1993, ma powierzchnię 39700 ha
19. Rezerwat Qax - utworzony 16 czerwca 2003, ma powierzchnię 36836 ha
20. Rezerwat Hirkan - utworzony 21 grudnia 2005, ma powierzchnię 1553 ha
21. Rezerwat Arazboyu w Nachiczewańskiej Republice Autonomicznej - utworzony 23 września 2005, ma powierzchnię 9118 ha
22. Rezerwat Zaqatala - utworzony 27 listopada 2008, ma powierzchnię 6557 ha
23. Rezerwat Arpaçay - utworzony 22 czerwca 2009, ma powierzchnię 68911 ha
24. Rezerwat Rvarud - utworzony 2 października 2009, ma powierzchnię 510 ha